# Taraxacum deltoidifrons
Taraxacum deltoidifrons — вид квіткових рослин з родини айстрових (Asteraceae). Вид зростає в Європі: Данія, Німеччина, Польща, Чехія; це багаторічна рослина помірних біомів.

## Морфологічна характеристика
Це присадкувата рослина середнього розміру; листя розпростерті, найчастіше сірувато-зелені, зазвичай волосисті, середня жилка зелена до злегка червонуватого; дистальний край дуже часто з помітним зубцями; міждолі ± плоскі; кінцева доля зазвичай невелика, найчастіше трикутна; черешки крилаті, з більш-менш виразним багряно-червоним забарвленням; приквітки досить вузькі та довгі, сірувато-зелені до темно-червонуватих.